# Telefomin
Telefomin è un villaggio della Papua Nuova Guinea, capoluogo dell'omonimo distretto, nella provincia di Sandaun.

## Geografia
Il villaggio si trova a 1.525 metri dalla sorgente del fiume Sepik, che scorre da est ad ovest al sud del villaggio.

## Storia
Il villaggio si sviluppò attorno all'aeroporto costruito da Michael Leahy durante la Seconda Guerra Mondiale, che rimane tuttora l'unico mezzo per raggiungere Telefomin. La base militare divenne un accampamento di pattuglia e passò poi in mano alle autorità civili nel 1948. Nei primi anni '50 si stabilirono a Telefomin dei missionari battisti. Dopo dei primi anni di convivenza pacifica fra i colonialisti e gli indigeni, durante la quale Telefolmin divenne il principale centro amministrativo della regione, nel 1953 l'incidente di Telefolmin pose fine a questo periodo: vennero uccisi quattro poliziotti australiani e numerosi abitanti nativi vennero successivamente condannati a morte.